# Trollhättans distrikt
Trollhättans distrikt är ett distrikt i Trollhättans kommun och Västra Götalands län. 
Distriktet ligger i centrala och västra delen av och väster och norr om Trollhättan. 

## Tidigare administrativ tillhörighet
Distriktet inrättades 2016 och utgörs av en del av området som före 1971 utgjorde Trollhättans stad och före 1916 utgjorde Trollhättans socken samt före 1945 en del av Vassända-Naglums socken.
Området motsvarar den omfattning Trollhättans församling hade 1999/2000 och fick 1989 efter utbrytning av två då nybildade församlingar.